# ドゥームベン競馬場
ドゥームベン競馬場（ドゥームベンけいばじょう、Doomben Racecourse）は、オーストラリア、クイーンズランド州のブリスベンにある競馬場である。発音次第ではドゥーンベン競馬場とも呼ばれる。所有、運営はブリスベンレーシングクラブ(BRC)。

## 概要
右回りの芝コースで、1周1715メートル、直線350メートルのコースである。

## 主な競走
| グループ | 競走名             | 馬齢  | 性別 | 斤量 | 距離(m) | 開催時期 |
| 1        | ドゥームベンカップ | 3歳上 | 不問 | 馬齢 | 2020    | 5月      |
| 1        | ドゥームベン10000  | 3歳上 | 不問 | 馬齢 | 1350    | 5月      |